# Agustín Gutiérrez
Miguel Agustín Gutiérrez de León (Montevideo, Uruguay, 11 de febrero de 1992) es un futbolista uruguayo. Juega de centrocampista y su equipo actual es el Club Deportivo Alfonso Ugarte de la Segunda División del Perú.

## Trayectoria
Agustín comenzó a jugar al fútbol con cuatro años, en Euskalerría, club del Complejo Habitacional Euskalerría, lugar donde vivió en su niñez. Realizó todo el baby fútbol en ese club y con 13 años, se integró a las divisiones juveniles de Peñarol, en Séptima División. Tuvo como entrenador a Víctor Púa y Claudio Listur.
Fue ascendido al primer equipo de Peñarol para la segunda mitad de la temporada 2011/12. Debutó con el plantel absoluto el 11 de enero de 2011, en un partido amistoso contra Palestino, el entrenador Diego Aguirre lo hizo ingresar en el segundo tiempo. Jugó su primer partido con profesionales con 18 años y 334 días.
Pero luego alternó los entrenamientos y jugó en Tercera División, no llegaron a un acuerdo para firmar un contrato profesional.
Agustín dejó el club aurinegro, para firmar con Caxias do Sul de Brasil. Se integró a la sub-20 del club, pero tuvo la oportunidad de mostrarse con los mayores.
Debutó en un partido oficial el 7 de agosto de 2011, ingresó al minuto 60 para enfrentar a Brasil de Pelotas en el Estadio Bento Freitas ante más de 4.600 espectadores pero perdieron 2 a 0. Fue el único partido que disputó.
Para la temporada 2012-13 fue fichado por Racing Club de Montevideo para jugar en la máxima categoría del fútbol uruguayo.
Debutó en primera división el 24 de noviembre de 2012, en la fecha 13 del Torneo Apertura, ante Nacional en el Estadio Centenario, el entrenador Miguel Ángel Piazza lo colocó como titular con la camiseta número 19 pero perdieron 2 a 0.
En la fecha 14, jugaron contra Liverpool, Agustín fue titular y anotó su primer gol oficial al minuto 38, para poner el empate parcial 1 a 1, luego, en el minuto 62 nuevamente anotó, pero finalmente empataron 4 a 4. La última fecha, se jugó el 9 de diciembre, volvió a ser titular y vencieron 2 a 1 a Progreso.
Racing quedó en la posición 14 sobre 16 equipos en el Torneo Apertura 2012.
En el Torneo Clausura 2013, tuvo más oportunidades, jugó 9 partidos de los cuales fue titular en 8 y colaboró con 2 pases de gol. El 20 de abril de 2013, jugó como titular contra el club que lo formó, Peñarol, en el Estadio Centenario, tuvo como rivales a jugadores como Marcelo Zalayeta, Antonio Pacheco, Fabián Estoyanoff y Matías Aguirregaray, Racing ganó 2 a 1.
Racing finalizó el Torneo Clausura en sexta posición y se salvaron del descenso.
Para la temporada 2013-14, se consolidó en el puesto, disputó 27 de los 30 partidos jugados, anotó 5 goles y brindó 3 asistencias.
En la primera fecha del Campeonato Uruguayo 2014-15, el 16 de agosto de 2014, ingresó al minuto 60 con el partido 2 a 0 en contra ante el campeón Danubio, Agustín impuso su nivel y anotó 4 goles en 15 minutos, que permitieron revertir el marcador y ganar 4 a 2 en Jardines.
Luego disputó tres encuentros en todo el Torneo Apertura 2014, debido a una lesión que lo apartó de las canchas casi todas las fechas. Racing logró el segundo lugar en el torneo.
En el Torneo Clausura 2015, jugó 11 partidos, de los cuales fue titular en 6, pero finalizaron el torneo en última posición.
Para la temporada 2015/16, no tuvo minutos en el primer semestre, ya que no jugó el Torneo Apertura 2015 por desacuerdos en la renovación de su contrato y entrenó con Tercera División debido a impedimentos del club.
El 3 de enero de 2016 se confirmó su traspaso a Talleres de Córdoba.
Debutó con Talleres el 30 de enero en la fecha 1 del Campeonato de Primera B Nacional 2016, se enfrentaron a Guillermo Brown en el Estadio Mario Alberto Kempes, ingresó al minuto 80 y ganaron 2-1.
Luego de jugar unos partidos, declaró sobre el club:

«Sabía que venía a una institución importante, pero nunca me imaginé que tanto. Lo que encontré acá me lo imaginaba en Europa.»

El 5 de junio, en la fecha 19 del campeonato, se enfrentaron a All Boys en el Estadio Islas Malvinas, si ganaban lograban el ascenso, pero desde el minuto 42 jugaron con un hombre de menos por una expulsión, y al minuto 82 el rival anotó el primer gol del partido, pero Talleres no se rindió y dos minutos después empataron el encuentro, ya en tiempo cumplido, Pablo Guiñazú convirtió el 2 a 1 definitivo para los cordobeses. Luego de 12 años, lograron el pasaje a Primera División.
Agustín jugó 11 partidos con Talleres, salieron campeones y lograron el ascenso a la máxima categoría del fútbol argentino.
Fue cedido a Mineros de Zacatecas de la Liga de Ascenso de México para encarar el Torneo Apertura 2016. Realizó su debut con el cuadro Zacatecano el 9 de agosto de 2016 en un partido de la Copa México, donde anotó dos goles.
En el 2023 fue fichado por Alfonso Ugarte para jugar en Liga 2. Debido a temas económicos y administrativos descendieron de categoría.

## Estadísticas
Actualizado al último partido disputado el 13 de septiembre de 2023.
| Club                             | Div.          | Temporada     | Liga  | Liga  | Liga   | Estatal | Estatal | Estatal | Copas nacionales | Copas nacionales | Copas nacionales | Copas internacionales | Copas internacionales | Copas internacionales | Total | Total | Total  |
| Club                             | Div.          | Temporada     | Part. | Goles | Asist. | Part.   | Goles   | Asist.  | Part.            | Goles            | Asist.           | Part.                 | Goles                 | Asist.                | Part. | Goles | Asist. |
| -------------------------------- | ------------- | ------------- | ----- | ----- | ------ | ------- | ------- | ------- | ---------------- | ---------------- | ---------------- | --------------------- | --------------------- | --------------------- | ----- | ----- | ------ |
| S. E. R. Caxias · Brasil         | 3.ª           | 2011          | 1     | 0     | 0      | -       | -       | -       | -                | -                | -                | -                     | -                     | -                     | 1     | 0     | 0      |
| S. E. R. Caxias · Brasil         | Total club    | Total club    | 1     | 0     | 0      | 0       | 0       | 0       | 0                | 0                | 0                | 0                     | 0                     | 0                     | 1     | 0     | 0      |
| Racing C. · Uruguay              | 1.ª           | 2012-13       | 12    | 2     | 2      | -       | -       | -       | -                | -                | -                | -                     | -                     | -                     | 12    | 2     | 2      |
| Racing C. · Uruguay              | 1.ª           | 2013-14       | 27    | 5     | 2      | -       | -       | -       | -                | -                | -                | -                     | -                     | -                     | 27    | 5     | 2      |
| Racing C. · Uruguay              | 1.ª           | 2014-15       | 15    | 5     | 1      | -       | -       | -       | -                | -                | -                | -                     | -                     | -                     | 15    | 5     | 1      |
| Racing C. · Uruguay              | Total club    | Total club    | 54    | 12    | 5      | 0       | 0       | 0       | 0                | 0                | 0                | 0                     | 0                     | 0                     | 54    | 12    | 5      |
| C. A. Talleres Argentina         | 2.ª           | 2016          | 11    | 0     | 0      | -       | -       | -       | 3                | 0                | 0                | -                     | -                     | -                     | 14    | 0     | 0      |
| C. A. Talleres Argentina         | Total club    | Total club    | 11    | 0     | 0      | 0       | 0       | 0       | 3                | 0                | 0                | 0                     | 0                     | 0                     | 14    | 0     | 0      |
| Mineros de Z. F. C. · México     | 2.ª           | 2016-17       | 6     | 0     | 0      | -       | -       | -       | 4                | 3                | 0                | -                     | -                     | -                     | 10    | 3     | 0      |
| Mineros de Z. F. C. · México     | Total club    | Total club    | 6     | 0     | 0      | 0       | 0       | 0       | 4                | 3                | 0                | 0                     | 0                     | 0                     | 10    | 3     | 0      |
| C. A. River Plate · Uruguay      | 1.ª           | 2017          | 18    | 2     | 1      | -       | -       | -       | -                | -                | -                | -                     | -                     | -                     | 18    | 2     | 1      |
| C. A. River Plate · Uruguay      | Total club    | Total club    | 18    | 2     | 1      | 0       | 0       | 0       | 0                | 0                | 0                | 0                     | 0                     | 0                     | 18    | 2     | 1      |
| C. A. Cerro · Uruguay            | 1.ª           | 2017          | 13    | 1     | 0      | -       | -       | -       | -                | -                | -                | -                     | -                     | -                     | 13    | 1     | 0      |
| C. A. Cerro · Uruguay            | Total club    | Total club    | 13    | 1     | 0      | 0       | 0       | 0       | 0                | 0                | 0                | 0                     | 0                     | 0                     | 13    | 1     | 0      |
| C. A. Boston River · Uruguay     | 1.ª           | 2018          | 5     | 1     | 0      | -       | -       | -       | -                | -                | -                | 1                     | 0                     | 0                     | 6     | 1     | 0      |
| C. A. Boston River · Uruguay     | Total club    | Total club    | 5     | 1     | 0      | 0       | 0       | 0       | 0                | 0                | 0                | 1                     | 0                     | 0                     | 6     | 1     | 0      |
| C. D. O'Higgins · Chile          | 1.ª           | 2018          | 12    | 1     | 1      | -       | -       | -       | -                | -                | -                | -                     | -                     | -                     | 12    | 1     | 1      |
| C. D. O'Higgins · Chile          | Total club    | Total club    | 12    | 1     | 1      | 0       | 0       | 0       | 0                | 0                | 0                | 0                     | 0                     | 0                     | 12    | 1     | 1      |
| C. E. Cuiabá · Brasil            | 2.ª           | 2019          | 8     | 1     | 0      | 16      | 2       | 0       | 2                | 0                | 0                | -                     | -                     | -                     | 26    | 2     | 0      |
| C. E. Cuiabá · Brasil            | Total club    | Total club    | 8     | 1     | 0      | 16      | 2       | 0       | 2                | 0                | 0                | 0                     | 0                     | 0                     | 26    | 2     | 0      |
| Rampla Juniors F. C. · Uruguay   | 2.ª           | 2020          | 14    | 1     | 3      | -       | -       | -       | -                | -                | -                | -                     | -                     | -                     | 14    | 1     | 3      |
| Rampla Juniors F. C. · Uruguay   | Total club    | Total club    | 14    | 1     | 3      | 0       | 0       | 0       | 0                | 0                | 0                | 0                     | 0                     | 0                     | 14    | 1     | 3      |
| C. S. Miramar Misiones · Uruguay | 3.ª           | 2021          | 6     | 0     | 0      | -       | -       | -       | -                | -                | -                | -                     | -                     | -                     | 6     | 0     | 0      |
| C. S. Miramar Misiones · Uruguay | Total club    | Total club    | 6     | 0     | 0      | 0       | 0       | 0       | 0                | 0                | 0                | 0                     | 0                     | 0                     | 6     | 0     | 0      |
| La Luz F. C. · Uruguay           | 2.ª           | 2022          | 17    | 0     | 0      | -       | -       | -       | 6                | 1                | 0                | -                     | -                     | -                     | 23    | 1     | 1      |
| La Luz F. C. · Uruguay           | Total club    | Total club    | 17    | 0     | 0      | 0       | 0       | 0       | 6                | 1                | 0                | 0                     | 0                     | 0                     | 23    | 1     | 1      |
| C. D. Alfonso Ugarte · Perú      | 2.ª           | 2023          | 21    | 2     | 2      | -       | -       | -       | -                | -                | -                | -                     | -                     | -                     | 21    | 2     | 2      |
| C. D. Alfonso Ugarte · Perú      | Total club    | Total club    | 21    | 2     | 2      | 0       | 0       | 0       | 0                | 0                | 0                | 0                     | 0                     | 0                     | 21    | 2     | 2      |
| Total carrera                    | Total carrera | Total carrera | 186   | 21    | 12     | 16      | 2       | 0       | 15               | 4                | 0                | 1                     | 0                     | 0                     | 118   | 27    | 12     |
| 1. 2. 3.                         |               |               |       |       |        |         |         |         |                  |                  |                  |                       |                       |                       |       |       |        |

### Tripletes
| 1 | Danubio | 2:4 (2:0) | 16 de agosto de 2014 | Jardines del Hipódromo Montevideo | Torneo Apertura 2014 | 79' (pen.), 90', 90+3', 90+6' | 1 |

## Palmarés

### Títulos nacionales
| Título                   | Club                   | País      | Año  |
| ------------------------ | ---------------------- | --------- | ---- |
| Primera B Nacional       | C. A. Talleres         | Argentina | 2016 |
| Primera División Amateur | C. S. Miramar Misiones | Uruguay   | 2021 |

### Títulos regionales
| Título                   | Club         | País   | Año  |
| ------------------------ | ------------ | ------ | ---- |
| Copa Verde               | Cuiabá E. C. | Brasil | 2019 |
| Campeonato Matogrossense | Cuiabá E. C. | Brasil | 2019 |

### Distinciones individuales
| Distinción                                                            | Año  |
| --------------------------------------------------------------------- | ---- |
| Mejor jugador de la etapa del Torneo Apertura para Tenfield (fecha 1) | 2014 |